# ديفيد شابمان (لاعب كريكت)
ديفيد شابمان (12 سبتمبر 1855 في كندا - 24 مارس 1934 في المملكة المتحدة) هو لاعب كريكت كندي. لعب مع نادي جامعة كامبريدج للكريكيت ‏.